# 강릉지역 무장공비 침투사건
강릉지역 무장공비 침투사건(江陵地域武裝共匪浸透事件)은 1996년 9월 조선민주주의인민공화국의 상어급 잠수함이 대한민국 강원도 강릉시 부근에서 좌초된 후 잠수함에 탑승한 인민무력부 정찰국 소속 특수부대원 26명이 강릉 일대로 침투한 사건으로 이에 대한민국 육군은 49일간 소탕 작전을 벌였으며 그 과정에서 다수의 잠수함 승조원들과 대한민국 군인, 민간인들이 사망하고 승조원 1명이 생포되었다.육군 28개 부대, 해군 1개 함대, 공군 1개 전투비행단, 수십만의 예비군, 경찰병력이 참여한 이 작전은 평균 일일 전투병력 4만 2천, 연일 전투인원은 150만에 이르는 거대한 작전이였지만 군인 12명, 예비군 1명, 경찰 1명, 민간인 4명이 사망하였고 부상자는 27명이며 민간 손실액은 2천억원에 달한다고 한다.김영삼 대통령은 9월 25일부터 30일까지 5박 6일간의 청남대 연휴를 보냈으며 국정현안 및 청남대 구상에 많은 시간을 할애했다고 전해진다.

## 참전 부대
- 육군 특수전사령부 제3공수특전여단(비호부대)
- 제1야전군사령부
  - 제36향토보병사단(백호부대)
  - 제11기계화보병사단(화랑부대)
  - 제8군단
    - 제22보병사단(율곡부대)
    - 제68동원보병사단(동해충용부대)(현. 제23보병사단(철벽부대))
    - 제102보병여단(일출부대)(현재 제102기갑여단으로 개편)

  - 제3군단
    - 제703특공연대(가리산특공대)
    - 제2보병사단(노도부대)
    - 제12보병사단(을지부대)

  - 제2군단
    - 제27보병사단(이기자부대)
    - 제 702 특공연대(쌍용불사조부대)

## 배경
생포된 간첩의 증언에 의하면 북한은 1994년부터 간첩 활동에 잠수함을 투입하였고 1995년 9월에는 제주도 서귀포의 간첩 침투를 지원하기도 했다.
무장공비 요원 중 총책임자인 김동원 대좌의 존재로 인해 이 임무가 북한의 입장에서 보면 매우 중요한 임무임을 알 수 있는데 김동원 대좌는 해상처장이며 그 해상처장이기 이전에 이미 공화국 2중 영웅으로 장래가 매우 촉망되는 고위 군관이었다.
참고로 공화국 영웅은 북한의 핵심계층 중에서도 아무나 될 수 없을 정도로 대단한 위치에 있는 직함이며 공화국 영웅 1회 수여 하나만으로도 바로 신분이 전사에서 군관으로 변경될 정도였으며 이 공화국 영웅 칭호를 두 번이나 수여한 인물이 김동원 대좌다.
이 임무의 진짜 목적은 당시 대한민국의 대통령인 김영삼을 암살하는 것으로이 무장공비들은 1996년 10월 7일에 춘천시에서 전국체전을 개최한다는 첩보를 입수했으며 그 전국체전 개막식에서 김영삼 대통령이 연설을 하기로 예정되어 있다는 것까지 알아낸 상태였는데 그래서 이들 무장공비들은 강릉까지 잠수함으로 침투한 이후 강릉에서 춘천까지 도보로 이동 후 춘천에서 민간인으로 위장한 뒤 전국체전 개막식에 참석해서 김영삼 대통령을 저격할 계획이었다.
도보로 이동해야 했기 때문에 작전 일자보다 3주일 정도 전인 1996년 9월 13일에 원산항에서 출발했고 원래 항해요원은 전투요원을 강릉에 상륙시킨 뒤 복귀하는 것으로 임무가 완료되었으나 그들이 탑승한 잠수함이 강릉에서 정박이 아닌 좌초를 당한 탓에 원산항으로 되돌아갈 방법이 아예 없어지면서 이로 인해 항해요원들도 작전에 참여하게 되었으며 결국 전투요원들이 항해요원들을 총살하기에 이르렀다.
1996년 2월 초 동해에서 대한민국과 미국의 합동 훈련이 실시되었고이에 4월 4일 북한은 남한 내에서 시행된 한미연합훈련에 대한 불만을 표하면서 인민군 판문점대표부 담화를 통해 비무장지대와 관련된 규정들을 따르지 않겠다고 선언하고 수일 간 판문점에서 무력시위를 벌였다.
일부에서는 이를 북한의 식량난으로 인하여 붕괴의 가능성과 흡수통일이 논의되고 있는 것에 대한 북한 내의 위기의식이 표출된 것으로 보고, 확전의 위험성을 예측하였다.
4월 19일 북한의 경비정 2척이 서해 북방한계선을 넘어 기동훈련을 실시하였고 5월 17일에는 중부전선에서 무장한 북한군 7명이 비무장지대를 넘었다가 돌아갔으며 5월 23일 새벽에는 북한 경비정 5척이 서해 북방 한계선을 넘었고6월 14일에는 북한 경비정 3척이 북방 한계선을 넘었다.
8월 14일에는 미군과 러시아군이 동해 북쪽 두만강 국경 부근 연안에서 합동으로 상륙과 구조 및 운송 훈련을 실시하였는데 한반도의 유사시에 대비한 것으로 추측되었다.
북한은 1996년 초부터 미군의 유해 송환과 미국과의 관계 개선을 위한 논의를 진행하고 있었고 9월 21일에는 미국의 대표가 북한을 방문할 계획이었다.

## 사건 경위

### 함정 및 탑승자
상어급 잠수함
보도에 의하면 상어급 잠수함은 북한에서 1986년부터 자체적으로 개발하였고 사건 당시 10척을 보유하고 있었던 것으로 알려졌다.
상어급 잠수함은 길이 23.5m, 폭 3.7m에 325톤급으로, 수상 7노트, 수중 12노트로 항해가 가능하며 승조원은 11명과 10명이 추가로 승선할 수 있으며 무장으로는 어뢰 4발과 기뢰가 비치되어 있는 것은 물론 선체는 플라스틱을 사용하여 레이더나 음향탐지기로 탐지하기 어려우며 잠수 및 부상 속도가 빨라 비정규전이나 특수공작에 이용된다.
일부 언론에서는 고위 공직자의 언급을 인용하여 좌초 당시 남한 영해를 포함한 동해에서는 또 다른 2척의 상어급 잠수함이 활동하며 교신 중이었음이 미국 공군에 포착되었다고 보도되었으나 대한민국 국방부에서는 이같은 사실을 공식적으로 통보받지 못했다고 밝혔다.
탑승 인원
대한민국 국방부와 국가안전기획부의 발표와 증언에 의하면, 잠수함에 탑승한 인원은 모두 26명이며 북한 인민무력부 정찰부 소속으로 대좌와 상좌 등 고위급 장교를 포함하며, 소위 이상으로 구성되어 있었고그 중 19명이 승조원인 것으로 파악되었다.

### 좌초 및 침투
사건을 시간 순서대로 나열하면 다음과 같다.
최초 발견 및 신고
9월 18일 새벽 1시 30분경 택시운전사가 강릉 해안 20m 해상에 좌초된 잠수함을 발견하여 파출소에 신고하였다.
내부 조사 및 수색
대한민국 군에서는 2시경에 해안 초소에서 잠수함을 확인하였고, 부대의 전병력이 투입된 뒤 3시 40분에는 침투의 흔적을 발견하고 ‘진돗개 하나’를 발령하였고 5시경에는 전군 경계령이 내려졌으며 7시 20분에는 부근 도로에서 권총, 구명조끼 등의 유류품이 발견되었고 저녁 7시부터 다음날 6시까지 동해안 일대의 통행이 금지되었다.
4시 55분부터 경비함과 대잠초계기를 동원한 수색이 시작된 가운데 7시 25분에 구조 대원이 잠수함 내부로 진입하였고 내부에서는 AK소총과 실탄과 체코제 기관총이 발견되었으며잠수함은 9월 22일에 동해시로 예인되었다.
국방부 성명
대한민국의 국방부는 대변인 성명에서 이 사건을 북한의 대남도발이며 중대한 정전협정 위반 사항이라고 발표하였다.

### 검거 및 교전
수색과 검거
16시 45분에 동해 고속도로 부근에서 청바지를 입고 권총과 실탄을 소지한 승조원 1명이 주민 신고로 출동한 경찰과 격투 끝에 생포되었고 민간인 복장을 한 11명의 무장 공비는 청학산 정상에서 사체로 발견되었다.
달아난 인원은 모두 13명으로 파악되었으며 이후 이들은 곳곳에서 수색대와 교전을 벌였고19일에는 동원된 4만여 명의 군·경찰·예비군과 헬리콥터 5대가 합동 수색을 벌였다.
무장공비들은 전투가 가능한지의 여부를 판단한 이후 전투가 불가능한 인원들을 정리 정돈했는데 다시 말해 꼭 필요한 인원만 남기고 모두 총살 처리했고 정영구 중좌(함장), 만일춘 중좌(기관장), 류림 소좌(부함장), 원흥천 대위(통신장), 박태홍 대위(부기관장) 등 5명은 항해요원이지만 전투능력이 있었기 때문에 살아 남아서 전투요원으로 전환되었다.
결과
수색은 9월 18일부터 11월 5일까지 49일간 계속되었고, 연인원 200만 명이 투입되어그 결과 잠수함에 탑승했던 26명 중 살해된 11명을 발견하였고 13명은 사살하고 1명은 생포하였으며 수색대측은 장교를 포함한 11명의 군인, 경찰 1명과 예비군 1명을 포함한 민간인 6명이 교전 또는 사고로 사망하였다.

## 상황일지
잠수함이 출발한 이후부터 사건이 마무리되기까지의 일지를 정리하면 다음과 같다.

### 침투
잠수함이 발견되기 전의 상황은 생포된 승조원의 증언을 참고하였다.
- 9월 13일 5시 : 승조원과 전투원 등 28명이 잠수함을 타고 함경남도 원산항 출발
- 9월 15일 2시 : 강릉 부근 해안에 3명 상륙
- 9월 17일 22시 : 전투 요원 복귀를 위해 접근 도중 좌초

### 탐지 및 신고
- 9월 18일
  - 잠수함을 빠져나온 무장공비는 해안에서 30m 높이의 절벽을 타고 도로로 올라와 곧바로 괘방산으로 도주. 대부분 남쪽으로 향했으며 나머지는 정동천으로 도주
  - 오전 1시 30분 경 : 강원도 강릉시 안인진리 대포동 해변에서 약 30m 떨어진 지점에서 소형잠수함이 좌초되어 있는 것을 택시기사가 발견하고 인근 강릉경찰서(강동파출소)에 "바다위에 소형 잠수함이 떠 있고, 그 안에서 섬광이 번뜩이고 비명이 들린다"고 신고
  - 오전 1시 45분 경 : 신고를 받은 경찰과 택시기사가 해안경비를 담당하고 있는 인근 해안초소에 잠수함 발견사실 신고
  - 오전 2시 5분 : 해안경계부대가 모든 병력을 잠수함 발견현장에 투입
  - 오전 2시 15분 : 현장지휘관(중대장)과 5분 대기부대 출동
  - 오전 2시 58분 : 현지연대장 "잠수정으로 추정된다"고 상부에 보고
  - 오전 3시 40분 : 간첩 발자국 발견, 현지부대 '진돗개 하나' 발령
  - 오전 4시 49분 : 해군 1함대 작전과장이 미확인물체는 "잠수정"으로 확인됐다고 보고
  - 오전 4시 55분 : 해군 1함대 외곽차단조치 (경비함 5척, P-3CK 대잠초계기 1대)

### 검거 및 사살
- 9월 18일
  - 오후 4시 30분 경 : 강동면 청학산 정상에서 청바지와 운동화 차림의 무장간첩 11명이 권총으로 사망한 시체를 수색대가 발견, 추후 조사결과 동료 무장간첩들에 의해 처형당한 것으로 밝혀짐, 처형당한 무장간첩 중에는 공화국 2중영웅이자 해상처장으로 무장공비 서열 1위인 김동원 대좌와 해상부처장이자 무장공비 서열 2위인 김강훈 상좌도 포함됨, 처형 기준은 보직으로 전투원들이 나머지 보직자들을 처형했다.
  - 오후 4시 45분 경 : 강릉시 모전1리 동해고속도로 굴다리 밑 숲속에서 이광수(31)가 인근 농민과 얘기를 나누다가 주민신고로 출동한 경찰에 붙잡혀 생포
  - 오전 5시 : 1군 관할지역 전체에 진돗개 하나 발령
  - 오전 5시 10분 : 전군 경계태세 발령, 합참 위기조치반 소집
  - 오전 5시 11분 : 공군 비상전력 대기
  - 오후 7시 경 : 동해안 일대 통행 금지 발령

- 9월 19일
  - 오전 10시 30분 : 강릉시 강동면 언별리 단경골에서 은신중이던 간첩 4명 중 3명 사살
  - 오후 2시 10분 경 : 칠성산 부근에서 3명 사살
  - 오후 4시 10분 경 : 괘일재에서 1명 사살

- 9월 20일
  - 오후 9시 경 : 강동면 임곡1리 민가에 권총을 든 간첩 1명이 들어와 옥수수등 음식을 빼앗아 달아남
  - 오후 9시 30분 경 : 신석동 섬석교 부근에 무장간첩 2명 출현, 군과 교전
  - 오후 9시 45분 경 : 강릉비행장 부근에서 총격전 발생, 도주

- 9월 21일 9시 30분 : 강동면 언별리 칠성산 망기봉 일대에서 도주 간첩 2명 발견, 교전 중 특전사 소속 이병희 중사(25)가 간첩의 조준사격으로 머리에 총상을 입고 사망

- 9월 22일 6시 15분 : 언별리 칠성산 계곡에서 무장간첩 2명 발견, 교전 후 사살. 교전 중 노도부대 소속 송관종 일병(21), 화랑부대 소속 강정영 상병(21)이 중상을 입고 병원으로 후송되던 중 사망

- 9월 23일 오전 6시 30분 : 칠성산 군경합동수색대 간첩소탕작전에서 민간인 1명이 오인 사격으로 사망, 군인 2명 중상[36]

- 9월 28일 오전 6시 45분 경 : 성산면 어흘리 왕제산 정상부근에서 잠수함 부함장 유림 사살

- 9월 29일 오후 8시 경 : 고성군 간성읍 진부리에서 을지부대 소속 한대성 병장(21)이 야간매복근무중 근무지를 무단이탈, 오인사격으로 사망

- 9월 30일 오후 3시 18분 : 왕산면 도마리 칠성산 서쪽에서 무장간첩 리철진 소위 발견, 교전 후 사살

- 10월 9일 오후 2시 50분 : 평창군 진부면 탑동리 활산목 인근에서 버섯을 채취하던 민간인 3명이 피살체로 발견
  - 군은 "M16탄피 4개가 발견됐으나 탄피에는 일련번호가 없다"며 "무장간첩의 잔당에 의해 살해됐을 가능성이" 높다고 밝힘
- 10월 12일 오후 8시 40분 경 : 연곡면에서 매복작전 중이던 철벽부대 중대장 홍동진 대위(26)가 오인사격으로 사망
- 10월 22일 양구와 인제 일대의 사격장에서 싸리나무 벌목 작업중이던 표종욱 일병(22)이 간첩에 의해 사살, 이후 간첩은 표 일병의 전투복을 빼앗아 입음
- 11월 4일 오후 3시 경 : 인제군 서화면 서화2리 민통선 북방에서 거동수상자 2명 발견
- 11월 5일
  - 오전 4시 28분 : 인제군 북면 용대리에서 무장간첩 2명과 교전. 교전 중 오영안 대령(49), 강민성 상병 등 4명 전사, 13명 부상. 우황룡 소위는 숙영지로 귀환 도중 무장공비의 총격을 받아 중상을 입었으나 후송되어 생존. 그러나 잔여복무기간 동안 병원에서 치료받고 제대.
  - 오전 10시 30분 : 2명 사살

## 원인 분석 및 논란

### 원인
생포된 승조원은 잠수함이 기관 고장을 일으켰다고 주장하였으나 대한민국의 군당국은 북한이 무장간첩을 남파한 것으로 보았다.
침투
9월 16일에서 18일까지 동해안 일대에서는 대한민국 해군 함대가 기동 훈련 중이었다.
대한민국의 군당국은 생포된 승조원이 인민무력부 정찰국 소속인 점, 표류로 보기에는 해류의 속도가 느린 점을 들어 좌초된 잠수함이 무장간첩을 침투시키고 귀환하려던 중 좌초한 것으로 추측하였고 남북간 대화 거부를 부각시켜 미국과의 대화를 유도하기 위해 간첩을 파견한 것으로 보았다. 일부에서는 남북관계의 경색을 그 원인으로 추측하였다.
북한은 이에 대하여 9월 23일 인민무력부 담화를 통해 ‘원산항을 출발한 잠수함이 훈련 중 표류하였으며 강릉 앞바다 해안에서 좌초된 것으로 판단된다’고 발표하였다.
좌초
생포된 승조원의 진술에 의하면, 잠수함은 강릉 해안에서 300 ~ 400 m 떨어진 연해에서 잠수하던 중 좌초되었다.
인양 작업 중의 보도에 의하면, 스크루에는 해초가 단단히 감겨 있었고, 스크루 커버는 암초에 걸려 있었다.

### 논란
잠수함의 침투와 한 발 늦은 수색으로 경비 태세의 허점과 신속하지 못한 대응이 지적되었고북한이 대한민국과 국제 사회의 도움을 받고 있는 상황에서 무장 간첩을 남파한 것이 이치에 맞지 않는다는 지적도 있었다.
표종욱 일병은 간첩에게 잡혀 살해당했음에도 불구하고 군 당국은 계속 표종욱 일병이 근무 중 이탈했다고 주장했다가 나중에 공비를 사살한 이후 공비 중 한 명이 표 일병의 전투복을 입고 있는 것을 확인하고 나서야 표 일병이 공비에게 사살된 것을 인정했다.
실제로도 표 일병의 시신은 속옷과 양말만 착용한 채로 발견되었고 사망 원인은 교수에 의한 질식사였으며 무장공비 최후의 3인 중 한 명이 표 일병의 전투복을 빼앗아 입은 뒤 처형했다.

## 사후 처리 및 여파
3대 재난
강원도 도민들은 4월의 고성 산불, 7월 철원의 홍수 피해와 함께 추석(9월 27일)을 앞두고 일어난 무장공비 침투 사건으로 생활에 어려움을 겪었다. 한 언론의 보도에 의하면, 관광 수입 감소, 농림어업 손실 등으로 입은 민간인의 피해가 모두 2,500억 원에 달하는 것으로 추산되었다.
생존자
유일하게 생포된 이광수(1965~)는 조사를 받은 뒤 대한민국으로 전향, 1997년 해군에 입대해 2013년 기준으로 군무원으로 근무하고 있다. 조사를 받는 중에 '광어회와 쇠고기가 먹고 싶다'고 한 일화가 있다. 이후 대한민국 여성과 결혼하였으며 슬하에 2녀를 두고 있다. 이광수 본인은 딸들이 언론에 노출되길 매우 꺼려하는데 무장공비의 딸이라는 낙인이 찍히지 않게 하기 위해서다.
시신 송환
1996년 12월 29일, 조선민주주의인민공화국은 이례적으로 잠수함 사고에 대해 유감을 표명하고 재발 방지 노력을 약속하는 공식적인 사과 성명을 발표하였고, 그 다음날인 12월 30일 사망한 24명의 시신이 판문점을 통해 조선민주주의인민공화국에 송환되었다. 이들 시신은 통상 적군묘지에 안장되지만, 조선민주주의인민공화국의 송환 요구로 보관하던 중 화장하였다. 생존자에 의해 확인된 유골에는 이름이 붙여졌고, 나머지는 키와 몸무게와 혈액형을 기재하여 식별할 수 있게 하였다. 이날 있었던 시신 송환은 남북한 사이의 첫 시신 송환으로 기록되었다. 추후 사망한 24명의 유골은 조선민주주의인민공화국으로 이송되었으며 이들은 전원 공화국 영웅으로 추서되었다. 이 중 김동원 대좌의 경우, 이미 공화국 2중 영웅이었기 때문에 급이 더해져 공화국 3중 영웅으로 추서되었다. 현재 조선민주주의인민공화국 영웅은 공화국 4중 영웅은 김일성과 김정일 뿐이며 공화국 3중 영웅도 이미 사망한 김동원이 유일하다. 나머지는 급이 높아봤자 공화국 2중 영웅에 불과하다.
통일공원
1997년 7월, 국방부는 사고 현장에 공원을 조성하여 좌초된 잠수함을 영구적으로 전시할 것을 발표하였다.
편제 개편
이후 대한민국 육군은 기존의 소총수만 10명으로 구성된 육군 보병 분대 편제를 소총수 6명, 유탄발사기 사수 2명, 기관총 사수 1명, 기관총 부사수 1명의 편제로 개편했다. 이는 알보병의 화력한계를 이 사건으로 인해 뼈저리게 체험했기 때문이다.
15주년 행사
2011년 9월에는 강릉 잠수함 침투 사건 15주년을 맞이하여 대한민국 육군은 당시 상황을 재현하는 대규모 훈련을 실시하였다.

## 기타
내무반 총기 난사 사건
수색이 진행되던 9월 22일 강원도 양구군의 한 부대에서 소속 병사가 초소로 이동 중 이탈, 내무반에 총기를 난사하고 민통선 북쪽 방향으로 탈영한 사건이 발생하였다. 이 사고로 9명이 중경상을 입었으며, 다음날 오후 군 병력과 대치하던 탈영병의 자수로 31시간여 만에 사건이 종결되었다.

### 무장공비 명단
- 대좌

- 김동원: 해상처장. 공화국 2중 영웅 신분이며 9월 18일 동료들에게 총살됨. 사후 소장으로 추서되고 공화국 3중 영웅이 됨.

- 상좌

- 김강훈: 해상부처장. 9월 18일 동료들에게 총살됨. 남측에서 신원을 확인할 수 없었으나 이후 조선민주주의인민공화국에서 '[기록영화] 위대한 동지 5 당을 받드는 길에 인생의 영광이 있다'에 이 당시 무장공비 명단을 발표하고 공화국영웅으로 추서하는 과정에서 확인됨.

- 중좌

- 정영구: 함장. 9월 22일 국군에게 사살됨. 수류탄을 맞고 사살된 탓에 시체가 갈기갈기 찢어짐.
- 만일춘: 기관장. 9월 19일 국군에게 사살됨.

- 소좌

- 신영길: 정치지도원. 9월 18일 동료들에게 총살됨.
- 류림: 부함장. 9월 28일 국군에게 사살됨.

- 대위

- 리영호: 항해장. 9월 18일 동료들에게 총살됨.
- 원흥천: 통신장. 9월 19일 국군에게 사살됨.
- 박태홍: 부기관장. 9월 19일 국군에게 사살됨.
- 김연호: 전투원, 안내원. 9월 21일 국군에게 사살됨.
- 김승호: 승조원. 9월 18일 동료들에게 총살됨.

- 상위

- 송동철: 승조원. 9월 18일 동료들에게 총살됨.
- 한민섭: 전투원. 9월 19일 국군에게 사살됨.
- 김창복: 전투원. 9월 19일 국군에게 사살됨.
- 리광수: 전투원, 부안내원. 9월 18일 국군에게 생포됨. 이후 국군으로 귀순.
- 김영일: 전투원. 행방불명

- 중위

- 김동현: 승조원. 9월 18일 동료들에게 총살됨.
- 량봉선: 전투원. 9월 19일 국군에게 사살됨.

- 소위

- 변의정: 승조원. 9월 18일 동료들에게 총살됨.
- 리영철: 승조원. 9월 18일 동료들에게 총살됨.
- 김철진: 승조원. 9월 18일 동료들에게 총살됨.
- 박정관: 승조원. 9월 18일 동료들에게 총살됨.
- 리철진: 전투원. 9월 30일 국군에게 사살됨.
- 리광철, 정성훈, 안경섭: 각각 9월 19일에 1명 국군에게 사살됨. 나머지 2명은 11월 5일 국군에게 사살됨. 리광철의 경우 표종욱 일병을 죽이고 그의 전투복을 빼앗아 입음.

## 같이 보기
- 울진·삼척 무장 공비 침투 사건 (1968년)
- 최정남·강연정 부부간첩 사건 (1997년)
- 속초 잠수정 침투 사건 (1998년)
- 로버트 김 사건

## 참고 문헌
- 세계일보 1996년 11월 6일자